# Eriogonum abertianum
Eriogonum abertianum är en slideväxtart som beskrevs av John Torrey. Eriogonum abertianum ingår i släktet Eriogonum och familjen slideväxter. Inga underarter finns listade i Catalogue of Life.